# Cantone di Vitry-le-François-Est
Il Cantone di Vitry-le-François-Est era una divisione amministrativa dell'arrondissement di Vitry-le-François.
È stato soppresso a seguito della riforma complessiva dei cantoni del 2014, che è entrata in vigore con le elezioni dipartimentali del 2015.
Comprendeva parte della città di Vitry-le-François e i comuni di:
- Ablancourt
- Aulnay-l'Aître
- Bignicourt-sur-Marne
- La Chaussée-sur-Marne
- Couvrot
- Frignicourt
- Lisse-en-Champagne
- Luxémont-et-Villotte
- Marolles
- Merlaut
- Saint-Amand-sur-Fion
- Saint-Lumier-en-Champagne
- Saint-Quentin-les-Marais
- Soulanges
- Vitry-en-Perthois